# Eulenturm (Kroppenstedt)

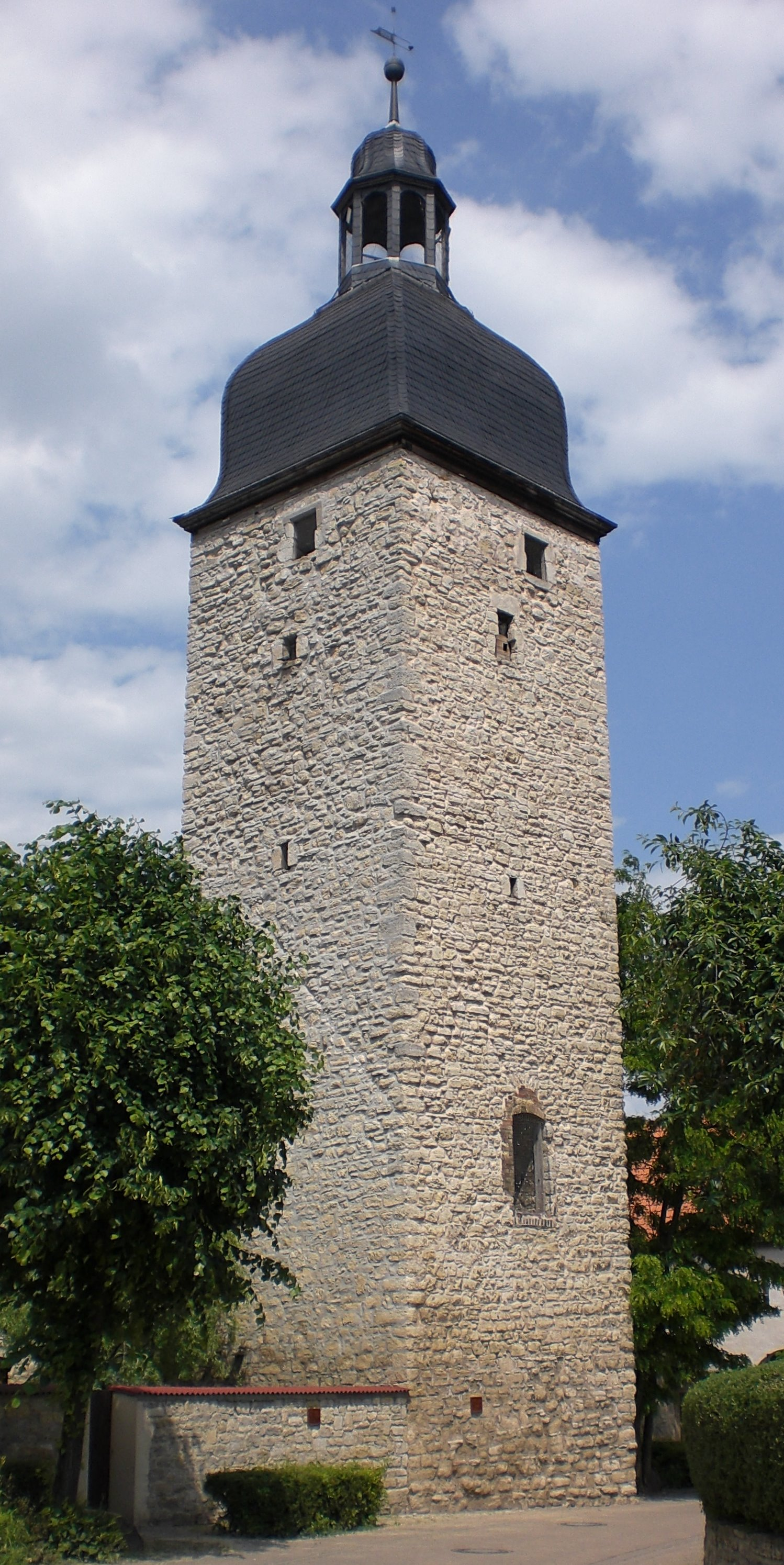
Eulenturm

Der Eulenturm ist ein aus dem Mittelalter stammender ehemaliger Torturm in Kroppenstedt in Sachsen-Anhalt. Mit seiner barocken Welschen Haube prägt er neben dem Turm der Sankt-Martin-Kirche das Stadtbild.
Die Kroppenstedter Stadtbefestigung, zu der auch der Eulenturm gehört, stammt in Teilen bereits vom Anfang des 13. Jahrhunderts. Der Eulenturm war der Torturm des Kirchtores im Westen der Stadt und wird bereits im Jahr 1367 erwähnt. Ursprünglich bestanden noch zwei weitere Tortürme sowie mehrere auch heute noch vorhandene Wehrtürme. 1463 wurde die Stadtmauer bei einem feindlichen Angriff durch Feuer zerstört. Erst ab 1553 erfolgte der Wiederaufbau. Für 1595 wird eine Besetzung der Tore mit Torschreiber und Musikus verzeichnet.
Westlich des Turms entstand 1566 ein Hospital als Stiftung für Arme. Nach einem weiteren Brand wurde das Hospital 1713 wieder aufgebaut, später jedoch abgerissen.
Direkt neben dem Eulenturm befindet sich heute das Kroppenstedter Heimatmuseum.
Koordinaten: 51° 56′ 27,4″ N, 11° 18′ 16,8″ O